# Đèo Cao Pha
Đèo Cao Pha là đèo trên quốc lộ 279D ở vùng đất xã Chiềng Xôm thành phố Sơn La tỉnh Sơn La, Việt Nam .
Đoạn quốc lộ 279D ở vùng này trước đây thuộc đường tỉnh 106.

## Vị trí
Đèo Cao Pha ở phía đông bản Sẳng xã Chiềng Xôm, gần với cửa hang sông Nậm La chảy vào đường ngầm .
Tại dãy núi đá vôi bên đèo là nơi các đàn khỉ với 2 loài sinh sống. Chúng bị săn bắt trái phép nên số lượng đã giảm từ hàng trăm đến nay còn cỡ 60 con .

## Chỉ dẫn
- Cần phân biệt với đèo Cao Phạ là tên khác của đèo Khau Phạ trên quốc lộ 32 ở vùng đất xã Cao Phạ huyện Mù Cang Chải tỉnh Yên Bái.